# Arroyo Culebro (Getafe)
El Arroyo Culebro es una zona del barrio del Sector III de Getafe (Comunidad de Madrid, España). Esta zona se comenzó a construir en torno al 1997 y forma parte de un proyecto urbanístico de los ayuntamientos de Getafe y Leganés. Su nombre viene del arroyo homónimo que pasa muy cerca de sus calles.
La parte getafense del Arroyo Culebro está estructurada en torno a la calle Islas Canarias y está compuesto de urbanizaciones de chalets adosados y bloques de pisos. Esta zona cuenta con dos centros comerciales, una parroquia y varios parques. El Arroyo Culebro se sitúa en el extremo sur del Sector III y de Getafe, limitando con la autovía M-50. 
Cuenta con la estación de Arroyo Culebro de la línea 12 de la Red del Metro de Madrid y varias líneas de autobús que atraviesan esta zona. Limita al oeste con el municipio de Leganés, aunque no directamente con el barrio homónimo de este municipio.